# Он умер с фалафелем в руке (фильм)
Он умер с фалафелем в руке (англ. He Died With A Felafel In His Hand) — кинофильм Ричарда Ловенштейна, снятый в 2001 году по мотивам мемуаров Джона Бирмингема «Он умер с фалафелем в руке» (He Died With A Felafel In His Hand, 1994).

## Сюжет
Главный герой Дэнни — страдающий депрессией писатель-неудачник с огромным количеством долгов. За свою жизнь он сменил множество квартир и чудаковатых соседей. Вдохновение его игнорирует и даже фотографии кумиров над письменным столом не помогают.
В его жизни появляется странная, мистическая девушка Аня, общение с которой почти сразу приобретает эротическое настроение. Но вскоре Аня увлекается другой соседкой Дэнни, Сэм. Между героинями завязывается роман, а главный герой спешит убежать от долгов на другую квартиру, где обитает колоссальное количество странных соседей.
Роман девушек оказывается недолговечным, и, вскоре Сэм возвращается к Дэнни и они становятся любовниками. Но приезд Ани снова разрушает всю гармонию. Сэм чувствует желание к Ане, Дэнни чувствует желание к Ане, и Аня чувствует желание к Дэнни.
Сэм в расстроенных чувствах убегает от Дэнни, но, собственно говоря, и сам герой вскоре после этого снова переезжает на новую квартиру, где и погибает его старый сосед-наркоман с фалафелем в руке.
Дэнни возвращается к Сэм. Вся старая компания соседей хоронит погибшего соседа-наркомана, а Дэнни и Сэм после траурного мероприятия любезно беседуют, прогуливаясь по городу.

## В главных ролях
| Актёр               | Роль   |
| ------------------- | ------ |
| Ноа Тейлор          | Дэнни  |
| Эмили Хэмилтон      | Сэм    |
| Романа Боренже      | Аня    |
| Алекс Менглет       | Тэйлор |
| Бретт Стюарт        | Флип   |
| Дэмиэн Уолш-Хоулинг | Мило   |
| Торквил Нилсон      | Отис   |
| Софи Ли             | Нина   |
| Френсис МакМахон    | Дирк   |

## Интересные факты
- Фильм посвящён Майклу Хатченсу — близкому другу Ричарда Ловенштейна.
- В сцене, когда Аня и Дэнни разговаривают через закрытую дверь, Аня вольно пересказывает сюжет книги «Солярис» Станислава Лема.